# Volk auf dem Weg
Volk auf dem Weg ist die Verbandszeitschrift der Landsmannschaft der Deutschen aus Russland e. V.
Das Heft erscheint 11×jährlich (Doppelheft August/September) mit 48 Seiten in deutscher Sprache.
Die Gründung des Mitteilungsblattes wurde im Oktober 1950 beschlossen und im Dezember erschien die erste Ausgabe. Der Bezugspreis für ein Jahresabonnement betrug zuerst 6 DM  bei 1.000 Beziehern. Später stieg ein Abonnement auf 36 DM (1976) bei 7.000 Beziehern und 1980 wurde das Abonnement von "Volk auf dem Weg" zugunsten einer kostenlosen Verteilung der Monatszeitschrift an Mitglieder der Landsmannschaft aufgehoben.
Der Sitz der Redaktion ist in der Bundesgeschäftsstelle der Landsmannschaft der Deutschen aus Russland in Stuttgart. Die Redaktion besteht aus Hans Kampen, Nina Paulsen, Veronika Fischer, Katharina Martin-Virolainen (bis 2022).
Das Heft berichtet über die aktuellen Aktivitäten der Landsmannschaft in den Regionen, das politische, gesellschaftliche, kulturelle, soziale und verbandsinterne Engagement der Landsmannschaft. In jeder Ausgabe finden sich die folgenden Rubriken:
- Politik der Landsmannschaft
- Aktivitäten der landsmannschaftlichen Gliederungen
- verdiente Mitglieder der Landsmannschaft, Projekte
- Beispiele erfolgreicher Integration, Leistungsträger
- politisch aktive Mitglieder, Jugend, Kulturarbeit
- Literatur, Kirche und Glaube
- Geschichte der Volksgruppe
- Grenzüberschreitende Maßnahmen